# Invazia mongolă în Ungaria și în spațiul românesc
Invazia mongolă în Ungaria și în spațiul românesc a fost parte a Marii invazii mongole în Europa care a avut loc în secolul al XIII-lea, sub conducerea lui Subutai.
Succesor al lui Ginghis Han, Batu Han a început cucerirea Rusiei, ocupând în scurt timp cnezatele Moscovei, Kievului și Novgorodului. De la Kiev armata mongolă s-a împărțit în trei grupuri. Cel central a pătruns în Ungaria și, după ce a zdrobit pe malul râului Sajo armata maghiară, a ajuns până în Dalmația. Grupul sudic după ce a străbătut Moldova și Muntenia, a pătruns în Transilvania.

Cărturarul armean Kirakos (Guiragos) scria:
„Pentru mongoli, expediția a fost o confirmare a superioritații lor militare, dar pentru popoarele afectate de „avalanșa mongolă” (Șerban Papacostea), ea a avut urmări dintre cele mai nocive.[...] Tătarii aveau o înfățișare respingătoare și inimi nemiloase; rămâneau neînduplecați la plânsetele mamelor, fără respect pentru părul alb al bătrânilor. Alergau cu bucurie când era vreun măcel, ca la o nuntă sau la o petrecere. Peste tot cadavre, cărora nimeni nu le găsea mormânt. Prietenul nu mai avea lacrimi pentru cel care-i fusese drag; nimeni nu îndrăznea să verse lacrimi pentru cei care pieriseră de teama acestor ticăloși. Biserica s-a cernit în doliu, frumusețea și splendoarea sa dispăruseră; slujbele ei au fost oprite, vocea cântăreților din strană nu s-a mai făcut auzită, iar cântările religioase nu au mai răsunat. Ținutul era acoperit de o ceață deasă. Populațiile preferau noaptea zilei, iar pământul a rămas lipsit de locuitorii săi. Fiii străinului îl străbăteau, înhățând tot ce se găsea […]. Sordida lor lăcomie era de neostoit”.”

## Invazia în Bazinul Panonic
„Oastea adunată de Béla al IV-lea, concentrată la poalele unui deal și între apa smârcoasă provenită din dezgheț a pârâului Sajo, a fost înconjurată ca o turmă de berbeci de o haită de lupi și aproape în întregime nimicită. Au pierit aici de săgețile tătarilor cinzeci de mii de ostași, printre care banderiile alcătuite în majoritate din români, în frunte cu episcopul Raynaldus de la Alba Iulia, cele de la Sibiu conduse de Nicolae prepozitul, vicecancelar al regelui, purtătorul peceții regale și cele din Banat, cu Iacob Gârliță, care împreuna cu Erne, mare comis și cu contele de Salgagyör, l-au salvat de la moarte sigură pe Béla al IV-lea.” „Iar despre numarul laicilor mari si mici – scrie Rogerius – care se înecasera în balti si în ape, arsi în foc sau omorâti de sabie nu se mai poate sti. Caci zaceau pe câmpii si pe drumuri cadavrele multor morti, unele cu capul taiat, altele sfârtecate în bucati, în vile, în biserici, în care se refugiasera cei mai multi, numeroase corpuri arse... Acest macel tinu ocupate drumurile doua zile si tot pamântul era înrosit de sânge. Si stateau lesurile pe pamânt cum stau la pasune în câmpiile nelucrate turmele de vite, de oi si de porci. Caii cu seile si frâiele, fara calareti, alergau prin livezi si dumbravi, si din pricina zgomotului devenisera atât de furiosi încât pareau c-au înnebunit de-a binelea…Vasele de aur si argint, hainele de matase si alte obiecte trebuincioase omului, aruncate pe câmp si prin paduri de cei ce fugeau, pentru ca sa scape mai usurati din mâinile urmaritorilor, nu gaseau pe nimeni care sa le strânga.” Bela al IV-lea a scăpat cu greu cu putini oameni si la 18 mai 1241 se afla la Zagreb, de unde scria la Roma despre „întâmplarile jalnice si vrednice de plâns care s-au abatut asupra Ungariei.”

## Invazia în Moldova, Țara Românească și Transilvania
Marea invazie mongola a afectat si regiunile din țările române,importante atât pentru prada, cât si pentru faptul ca reprezentau baze de atac spre alte tari. Românii, care nu dispuneau de formatiuni statale consolidate, de structuri militare bine organizate, de fortificatii corespunzatoare, nu au fost în stare sa le reziste. Din cauza invaziei care a distrus majoritatea evidențelor culturale de scriitură și limbă când a fost prădată zona în 1241, puține mărturii ale evului mediu cultural românesc mai există astăzi.
Tătarii au intrat mai întâi în Moldova plecând din zona Halîciului (Galiția). Un corp de oaste a înaintat de-a lungul râului Ceremuș până la Cârlibaba unde s-au împărțit în două coloane: una condusă de hanul Cadan a pornit apoi prin pasul Rotunda spre Rodna iar a doua coloană (Buri) a pornit spre Maramureș. Cadan a cucerit în continuare Rodna, Bistrița, Clujul și Oradea.
Un alt corp de oaste condus de Calcan a intrat în Moldova și a ajuns la trecătoarea Oituz unde s-a luptat cu românii și secuii și a cucerit apoi Tușnad, Odorhei, Cetatea de Baltă, Blaj și Alba Iulia.
Un alt corp de oaste, condus de Budjek (Bugec), a înaintat de-a lungul Siretului și a distrus biserica fortificată a cumanilor de pe Milcov. În continuare Bugec a cucerit zona Buzăului și a intrat pe valea Buzăului (drumul tătarului) spre Brașov. S-a întâlnit la Târgu Secuiesc cu Calcan și apoi a luat drumul Făgărașului, intrând (probabil pe valea Oltului) în teritoriul lui Seneslau până la Turnu Severin. În continuare Budjek a intrat în Banat de-a lungul râului Cerna, atacând și cucerind Cenadul și în final Timișoara.